# Илмензе
Илмензе (њем. Illmensee) општина је у њемачкој савезној држави Баден-Виртемберг. Једно је од 25 општинских средишта округа Зигмаринген. Према процјени из 2010. у општини је живјело 2.068 становника. Посједује регионалну шифру (AGS) 8437056.

## Географски и демографски подаци
Илмензе се налази у савезној држави Баден-Виртемберг у округу Зигмаринген. Општина се налази на надморској висини од 692 метра. Површина општине износи 24,9 km². У самом мјесту је, према процјени из 2010. године, живјело 2.068 становника. Просјечна густина становништва износи 83 становника/km².